# Hyalella castroi
Hyalella castroi is een vlokreeftensoort uit de familie van de Hyalellidae. De wetenschappelijke naam van de soort is voor het eerst geldig gepubliceerd in 2006 door Gonzalez, Bond-Buckup & Araujo.